# Mihai Băcescu

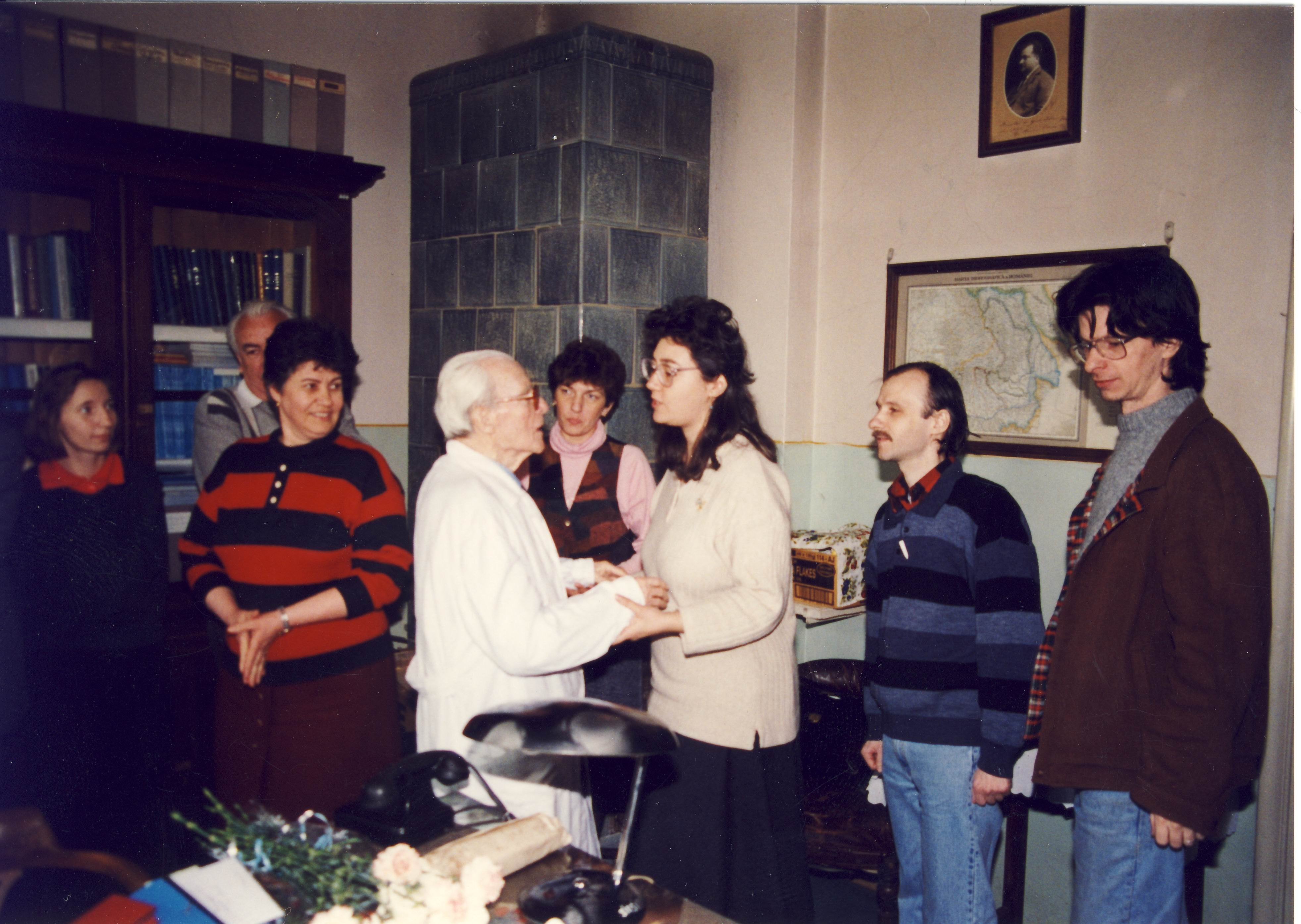
Mihai C. Băcescu (4. von links, 1996)

Mihai C. Băcescu (* 28. März 1908, Broșteni, Kreis Neamț (heute Kreis Suceava), Königreich Rumänien; † 6. August 1999 in Bukarest) war ein rumänischer Zoologe, Meeresforscher, Museologe sowie ab 1963 Mitglied der Rumänischen Akademie. Er galt als Experte für Krebstiere.

## Leben
Băcescu war vier Jahre alt, als seine Eltern starben. Er wuchs anschließend bei seinen Großmüttern sowie Onkeln und Tanten auf. 1922 kam er auf das Bogdan-Petriceicu-Hașdeu-Gymnasium in Chișinău, wo er zum ersten Mal seine zukünftige Frau Eliza kennenlernte.
1928 schrieb er sich an der naturwissenschaftlichen Fakultät in Iași ein, wo er bei Ion Borcea und Paul Bujor Lehrgänge belegte und zwei Jahre später Präparator am Lehrstuhl für Tiermorphologie wurde. Er spezialisierte sich auf die Wasser- und Meeresfauna, insbesondere auf Krebstiere und Fische. Ein weiteres Interesse war die terrestrische Fauna. 1933 graduierte er in Biologie mit der Arbeit Vipera berus în Moldova și Basarabia. Unmittelbar nach seinem Abschluss erhielt er ein Stipendium für die marine zoologische Station in Agigea, die zum Bio-ozeanographischen Institut in Constanța gehörte. Er verbrachte fünf Jahre in dieser Institution und promovierte 1938 mit der Dissertation Les mysidacés des eaux roumaines (Étude taxonomique, bio-géographic et biologique) (über eine Gruppe von Garnelen mit großer trophischer Bedeutung). In der Folgezeit übernahm er von Paul Bujor die Leitung der Abteilung für Tiermorphologie in Iași.
1939 erhielt er auf Empfehlung von Paul Bujor und Emil Racoviță ein Stipendium für ein Studium in Frankreich. Er arbeitete am Muséum national d’histoire naturelle in Paris, am Ozeanographischen Museum Monaco sowie an den meeresbiologischen Stationen in Banyuls-sur-Mer und in Roscoff. Zu dieser Zeit lernte er mehrere renommierte französische Zoologen kennen, darunter Louis Fage (1883–1964), Édouard Chatton (1883–1947), Charles Pérez (1873–1952) und Jules Richard (1863–1945). Der Krieg zwang ihn jedoch zur eiligen Rückkehr in sein (noch neutrales) Land, wo er mit Unterstützung von Grigore Antipa Sektionsleiter am Naturhistorischen Museum in Bukarest sowie Laborleiter und Professor am Institut für Fischereiforschung wurde. 1944 wurde das Museum durch US-amerikanische, russische und deutsche Bombenangriffe schwer zerstört.
Nach anfänglichen Schwierigkeiten mit der kommunistischen politischen Polizei nach 1945, die inmitten des Stalinismus alle verfolgte, die der vorherigen Monarchie gedient hatten, wurde Băcescu 1954 rehabilitiert und übte verschiedene Funktionen im Bereich der ozeanographischen und fischereilichen Forschung aus.
Im Jahr 1964 wurde er zum Direktor des Muzeul Național de Istorie Naturală Grigore Antipa ernannt, eine Position, die er bis 1988 innehatte. Aufgrund seines enormen Wissens über Krebstiere entwickelte sich während seiner Amtszeit am Museum eine renommierte rumänische Schule von Krebstierforschern. Unter seiner Leitung studierten seine Schüler eine Vielzahl von verschiedenen Krebstiergruppen (Ruderfußkrebse, Ostrakoden, Schwebegarnelen, Asseln, Scherenasseln, Cumacea, Leuchtgarnelen und Zehnfußkrebse). Viele der Studenten wurden zu prominenten Forschern, darunter Francisca Caraion (Ostracoda), Modest Guțu (Tanaidacea), Amelia Marcus (Copepoda), Zarui Muradian und Ileana Negoescu (Isopoda), Iorgu Petrescu (Cumacea) und Aurel Udrescu (Mysidacea).
1966 organisierte er den 20. Kongress der Commission Internationale pour l’Exploration Scientifique de la Méditerranée (CIESM) in Bukarest und Constanța, auf dem Fürst Rainier III. von Monaco zum Präsidenten und Jacques-Yves Cousteau zum Generalsekretär gewählt wurde.
1971 nahm Băcescu an Bord der Thalassa I, das speziell für die Meeresforschung gebaut wurde, an einer Expedition auf der im tropischen Atlantik gelegenen Kontinentalplattform von Mauretanien teil. Mit dem gleichen Schiff reiste er 1977 in den Nordwesten des Indischen Ozeans. Seine Eindrücke und Erfahrungen dieser letzten Expedition veröffentlichte er in seinem Buch Cu nava Thalassa în nord-vestul Oceanului Indian (Auf der Thalassa im Nordwesten des Indischen Ozean), das im Jahr 2000 von der Rumänischen Akademie herausgegeben wurde. 1977 begleitete er an Bord der Calypso Cousteau und seine Mannschaft ins Schwarze Meer.
1982 wurde das Naturkundemuseum Muzeul Apelor „Mihai Băcescu“ in Fălticeni zu Ehren von Băcescu benannt.